# Valdelugueros
Valdelugueros település Spanyolországban, León tartományban. Lakosainak száma 486 fő (2024).

## Földrajza
Valdelugueros Valdepiélago, Cármenes, Aller, Puebla de Lillo és Boñar községekkel határos.

## Népesség
A település lakosságának változását az alábbi diagram mutatja:
| Lakosok száma | 435  | 467  | 467  | 463  | 526  | 548  | 530  | 508  | 501  | 486  |
|               | 2001 | 2004 | 2007 | 2009 | 2012 | 2014 | 2017 | 2019 | 2022 | 2024 |